# Асторія (Південна Дакота)
Асторія (англ. Astoria) — місто (англ. town) в США, в окрузі Дул штату Південна Дакота. Населення — 132 особи (2020).

## Географія
Асторія розташована за координатами 44°33′28″ пн. ш. 96°32′47″ зх. д. / 44.55778° пн. ш. 96.54639° зх. д. (44.557732, -96.546499).  За даними Бюро перепису населення США в 2010 році місто мало площу 0,41 км², уся площа — суходіл.

## Демографія
Згідно з переписом 2010 року, у місті мешкало 139 осіб у 61 домогосподарстві у складі 32 родин. Густота населення становила 342 особи/км².  Було 74 помешкання (182/км²).
Расовий склад населення:
| - 100,0 % — білих |

До двох чи більше рас належало 0,0 %. Частка іспаномовних становила 0,0 % від усіх жителів.
За віковим діапазоном населення розподілялося таким чином: 25,2 % — особи молодші 18 років, 62,6 % — особи у віці 18—64 років, 12,2 % — особи у віці 65 років та старші. Медіана віку мешканця становила 41,3 року. На 100 осіб жіночої статі у місті припадало 110,6 чоловіків;  на 100 жінок у віці від 18 років та старших — 100,0 чоловіків також старших 18 років.
Середній дохід на одне домашнє господарство  становив 43 823 долари США (медіана — 43 000), а середній дохід на одну сім'ю — 60 444 долари (медіана — 54 375). За межею бідності перебувало 13,5 % осіб, у тому числі 10,3 % дітей у віці до 18 років та 14,3 % осіб у віці 65 років та старших.
Цивільне працевлаштоване населення становило 72 особи. Основні галузі зайнятості: освіта, охорона здоров'я та соціальна допомога — 33,3 %, роздрібна торгівля — 16,7 %, виробництво — 12,5 %.